# Haikou
Haikou (chinois : 海口市 ; pinyin : Hǎikǒu shì) est la capitale de la province insulaire chinoise de Hainan.

## Géographie
La ville-préfecture de Haikou a une superficie de 2 304,84 km2. Haikou occupe la côte nord de l'île de Hainan et fait face à la péninsule de Leizhou située à l'extrémité sud-ouest de la province du Guangdong. Le détroit de Qiongzhou large d'une vingtaine de kilomètres sépare Haikou de la péninsule.

## Histoire
Haikou s'est développée à l'origine en tant que port de la ville de Qiongshan, l'ancienne capitale administrative de l'île de Hainan, qui est située 5 km à l'intérieur des terres. Haikou devint un poste militaire au XIIIe siècle et fut fortifiée sous la dynastie Ming (1368-1644). Le port est situé à l'ouest de l'embouchure du fleuve Nandu, la principale rivière de Hainan. Bien que le site n'offre pas de conditions naturelles favorables, Haikou a toujours été le plus important port de l'île.
Lorsque Qiongshan fut forcée de s'ouvrir au commerce extérieur avec les Empires européens à la suite de la signature du traité de Tianjin (1876), Haikou commença à rivaliser avec la vieille cité administrative. Elle la surpassa en nombre d'habitants en 1930.
Sous l'occupation japonaise de l'île, durant la guerre sino-japonaise (1937-1945), l'activité portuaire de la ville s'accrut encore. Depuis 1949 le port de Haikou assure plus de la moitié des échanges commerciaux de l'île.
Haikou obtint le statut de ville-préfecture et fut érigée capitale administrative de la province nouvellement créée de Hainan en 1988.

## Climat

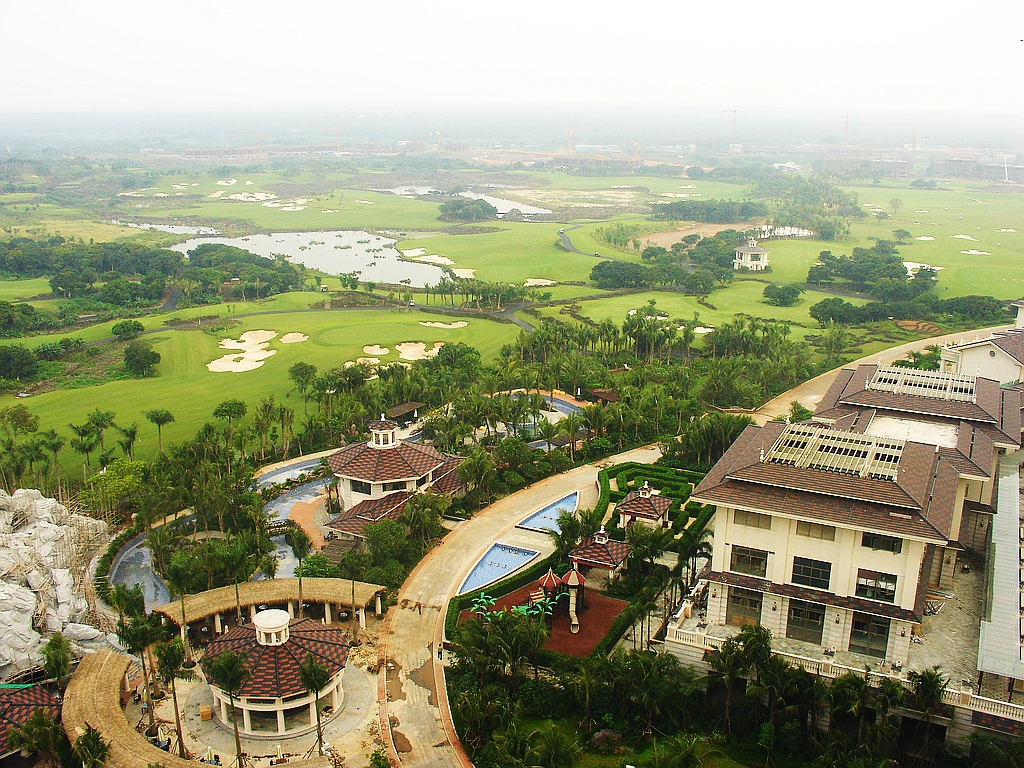
Végétation de Haikou

Haikou bénéficie d'un climat intermédiaire entre un climat subtropical humide et un climat tropical de mousson. Le gel y est inconnu et la période végétative est ininterrompue. Les précipitations sont abondantes avec un cumul annuel de hauteur de pluie de 1 625 mm. L'hiver est la seule saison relativement sèche. Ces conditions climatiques rendent possible la récolte de riz trois fois par an.
| Mois                                | jan. | fév. | mars | avril | mai   | juin  | jui. | août  | sep.  | oct.  | nov. | déc. | année |
| ----------------------------------- | ---- | ---- | ---- | ----- | ----- | ----- | ---- | ----- | ----- | ----- | ---- | ---- | ----- |
| Température minimale moyenne (°C)   | 14,6 | 15,7 | 18,6 | 21,9  | 24,2  | 25,1  | 25,2 | 24,9  | 24,2  | 22,4  | 19,5 | 16,1 | 21    |
| Température moyenne (°C)            | 17,2 | 18,2 | 21,3 | 24,8  | 27,3  | 28,1  | 28,4 | 27,8  | 26,9  | 25    | 22   | 18,7 | 23,8  |
| Température maximale moyenne (°C)   | 20,8 | 22   | 25,7 | 29,5  | 32    | 32,6  | 33,1 | 32,1  | 30,6  | 28,3  | 25,1 | 22,1 | 27,8  |
| Précipitations (mm)                 | 21,6 | 34,2 | 51,3 | 105,9 | 182,8 | 211,1 | 210  | 224,8 | 250,9 | 201,1 | 97,2 | 34,1 | 1 625 |
| Nombre de jours avec précipitations | 4,3  | 6,2  | 5,9  | 7,9   | 12,3  | 12,3  | 10,5 | 11,6  | 11,5  | 9,8   | 6,1  | 4,2  | 102,6 |

## Économie
En 2004, le PIB total a été de 22,9 milliards de yuans, et le PIB par habitant de 18 519 yuans.

## Subdivisions administratives
La ville-préfecture de Haikou exerce sa juridiction sur quatre districts :
- le district de Longhua - 龙华区 Lónghuá Qū ;
- le district de Xiuying - 秀英区 Xiùyīng Qū ;
- le district de Qiongshan - 琼山区 Qióngshān Qū ;
- le district de Meilan - 美兰区 Měilán Qū.

## Transports

### Ferroviaire

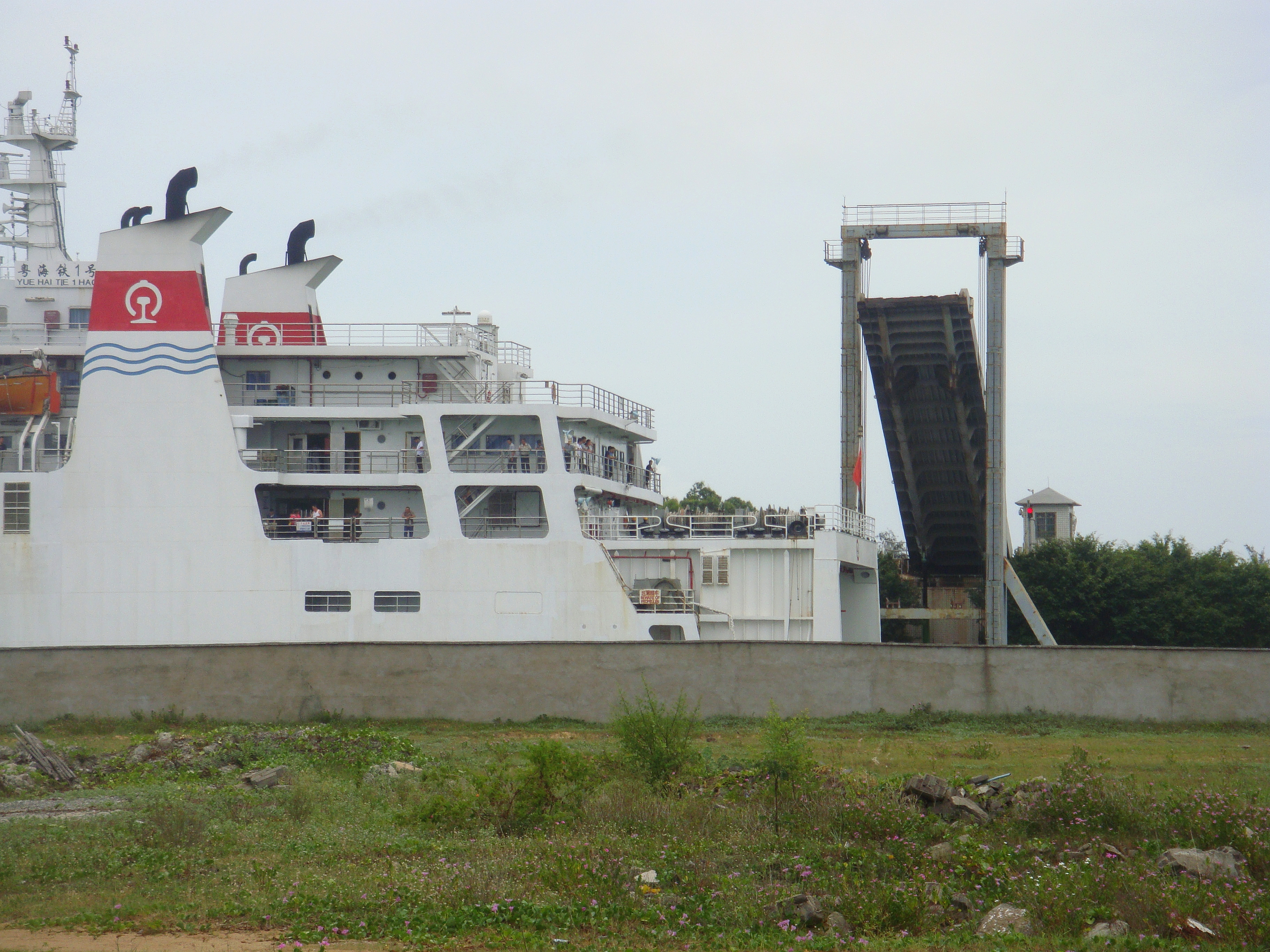
Traversier-rail à Haikou en direction du Guangdong sur le continent

La gare de Haikou et la gare Haikou-Est (zh) (chinois : 海口东站) sont des gares de ligne à grande vitesse, permettant notamment de rejoindre l'aéroport et les villes côtières situées à l'Est de l'île jusqu'à Sanya au Sud, via la LGV périphérique Est de Hainan (chinois : 海南东环高速铁路).
La gare de Haikou est également le départ de la LGV périphérique Ouest de Hainan, permettant également de rejoindre Sanya en suivant la côte Ouest de l'île, ainsi que l'aéroport international de Sanya Phénix, (code IATA : SYX • code OACI : ZJSY) qui la dessert.
Une ligne de traversier-rail (ferry pour les trains) de Qongzhou (琼州海峡铁路渡轮) de la ligne Guangdong - Hainan (zh), permet de traverser en train le Détroit de Qiongzhou, qui sépare l'île de Hainan et la province du Guangdong sur le continent. Elle y rejoint la gare de Hai'annan (zh), située au bourg de Hai'an, dans le xian de Xuwen, ville-préfecture de Zhanjiang, au Sud-Ouest du Guangdong.

### Aérien
L'aéroport international de Haikou-Meilan (code IATA : HAK • code OACI : ZJHK), est l'aéroport de la ville-préfecture, située au du centre urbain. La gare de Meilan, située à l'aéroport est sur la LGV périphérique Est de Hainan, permettant de rejoindre le centre de Haikou et les autres villes côtières de l'Est de l'île jusqu'à Sanya, au Sud de l'île.

## Jumelages
- Perth and Kinross (Royaume-Uni)
- Oklahoma City (Oklahoma)
- Gdynia (Pologne)
- Darwin (Australie)
- Vladimir (Russie)

## Galerie photo

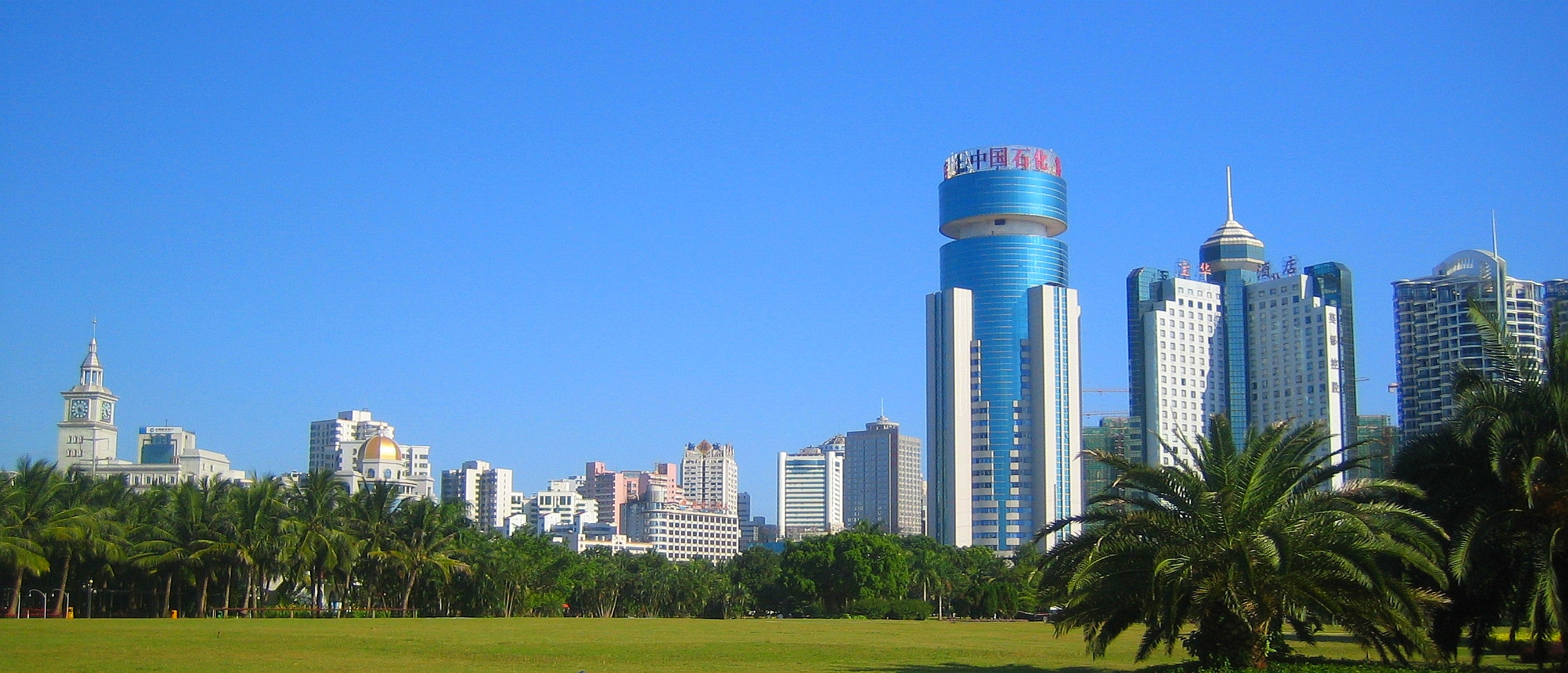
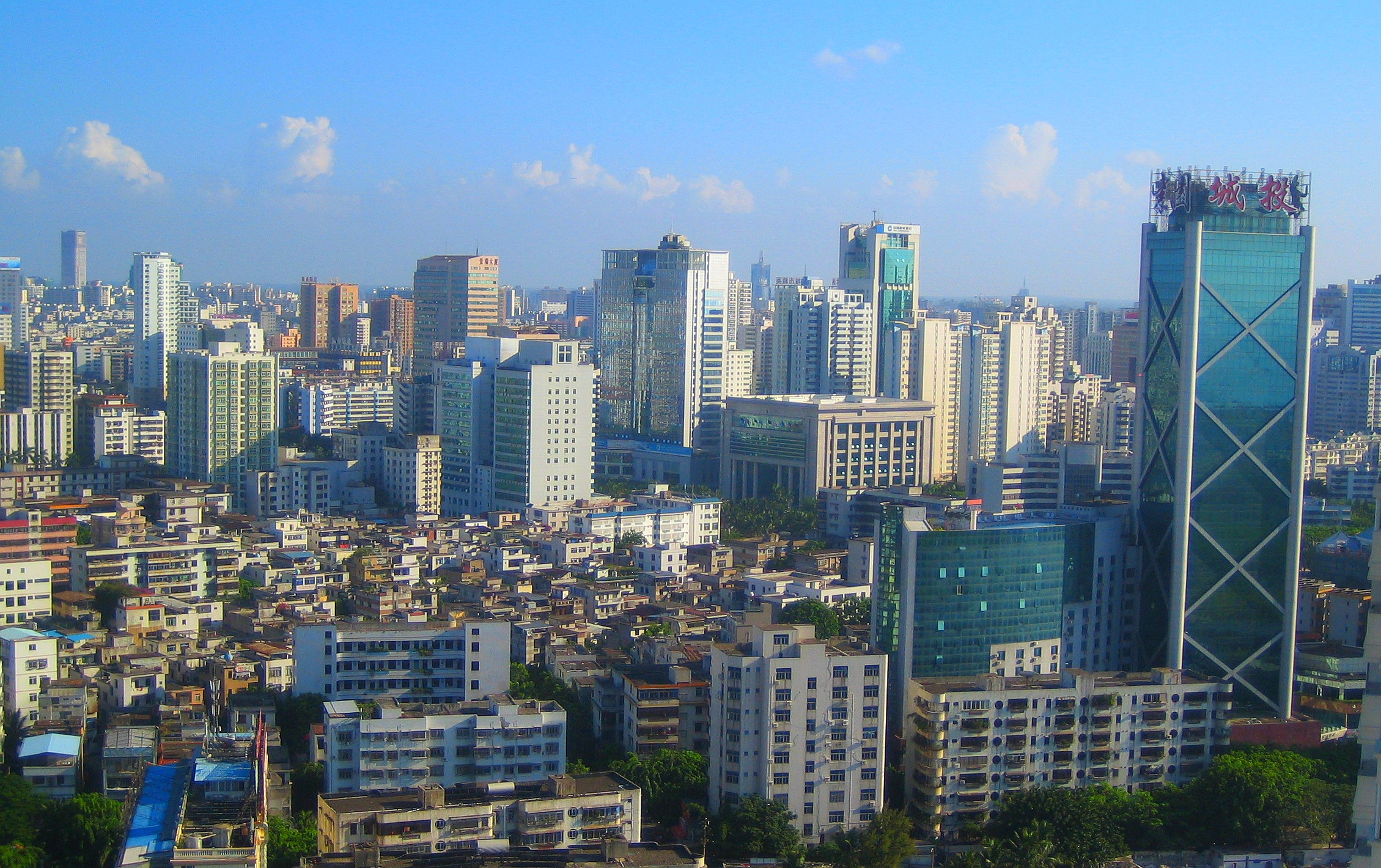
Vue de Bin Hai Road.
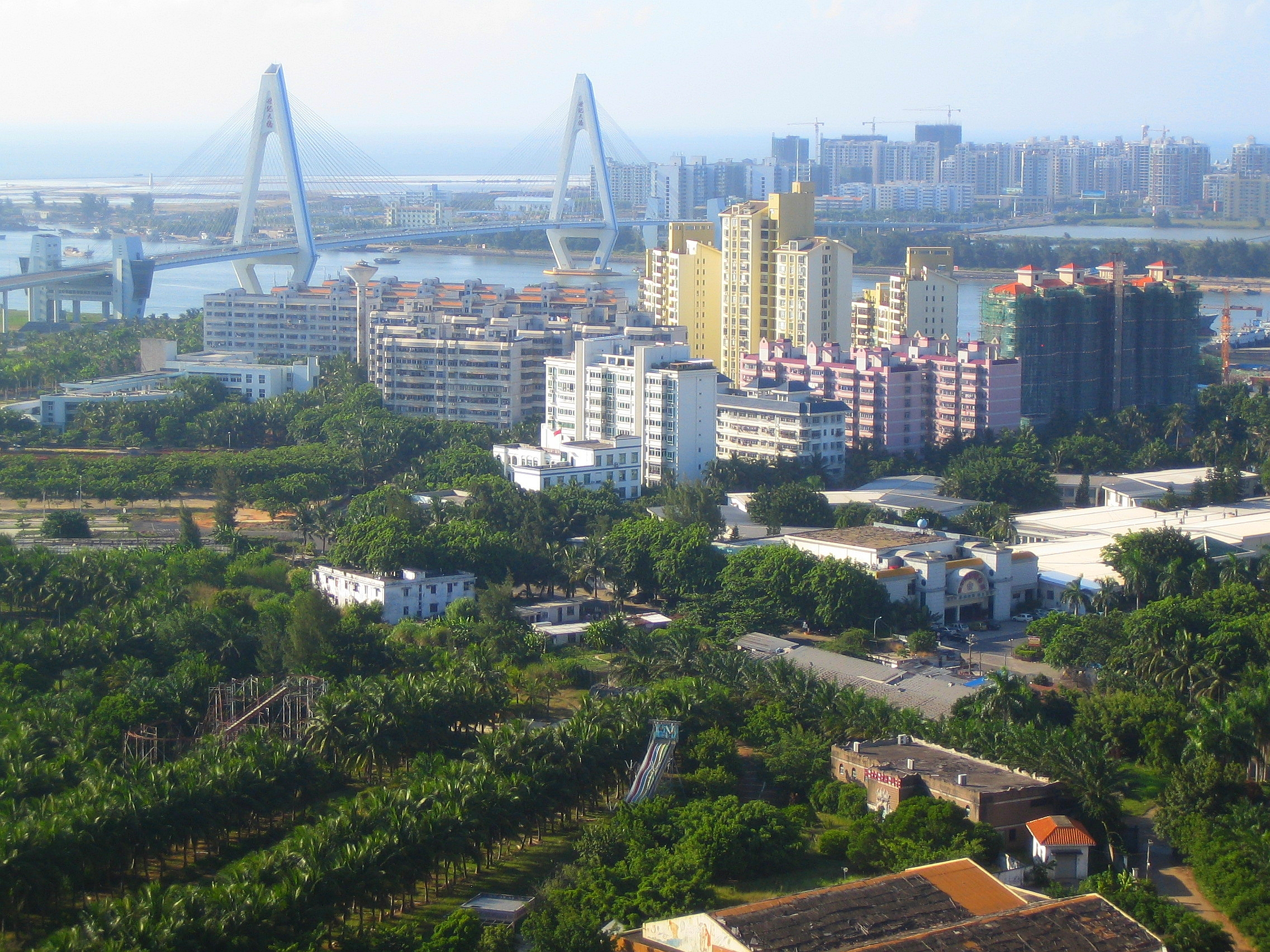
Pont de Haikou qui relie l'île de Haidian par-dessus la rivière de Haidian.
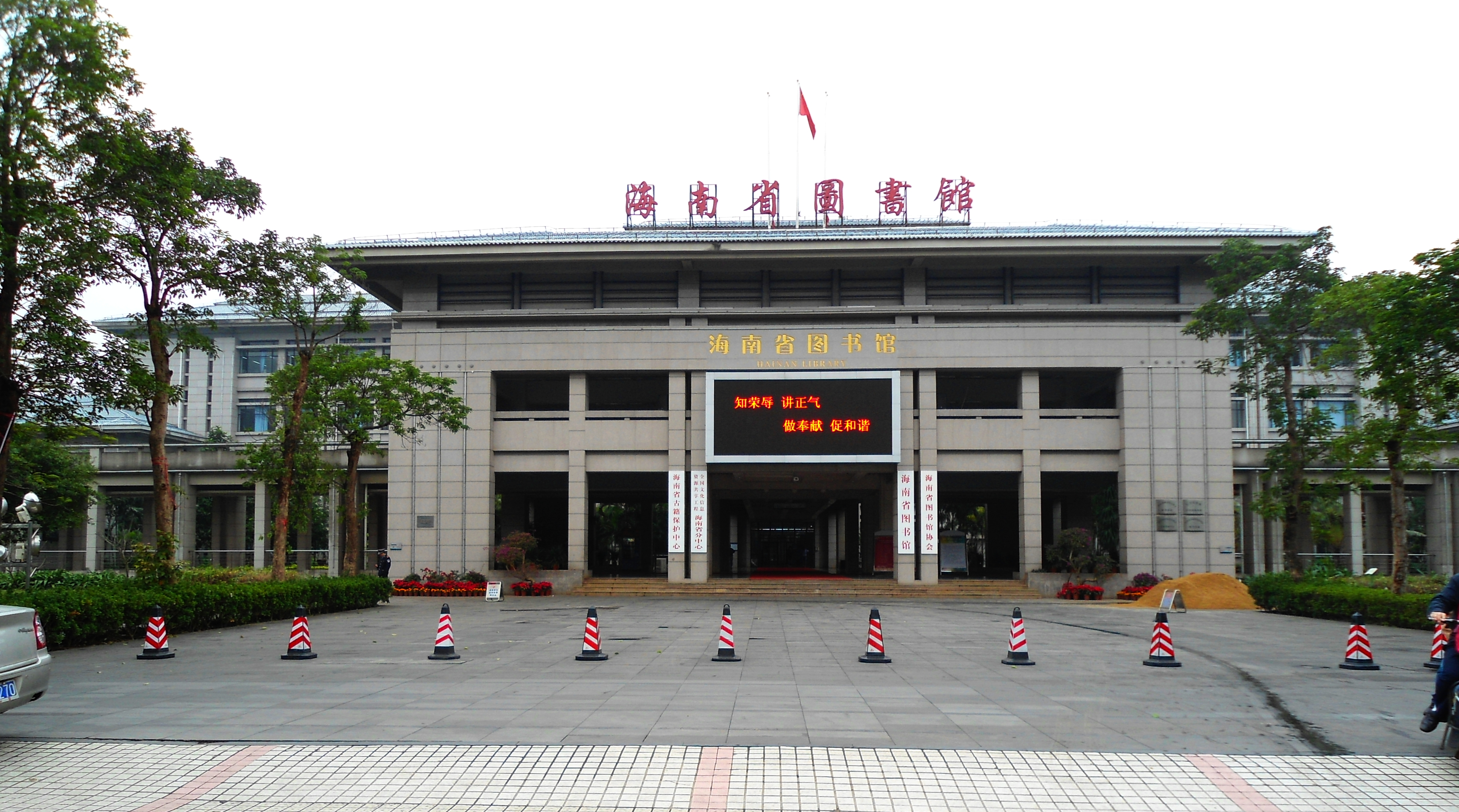
Bibliothèque de la province de Hainan.
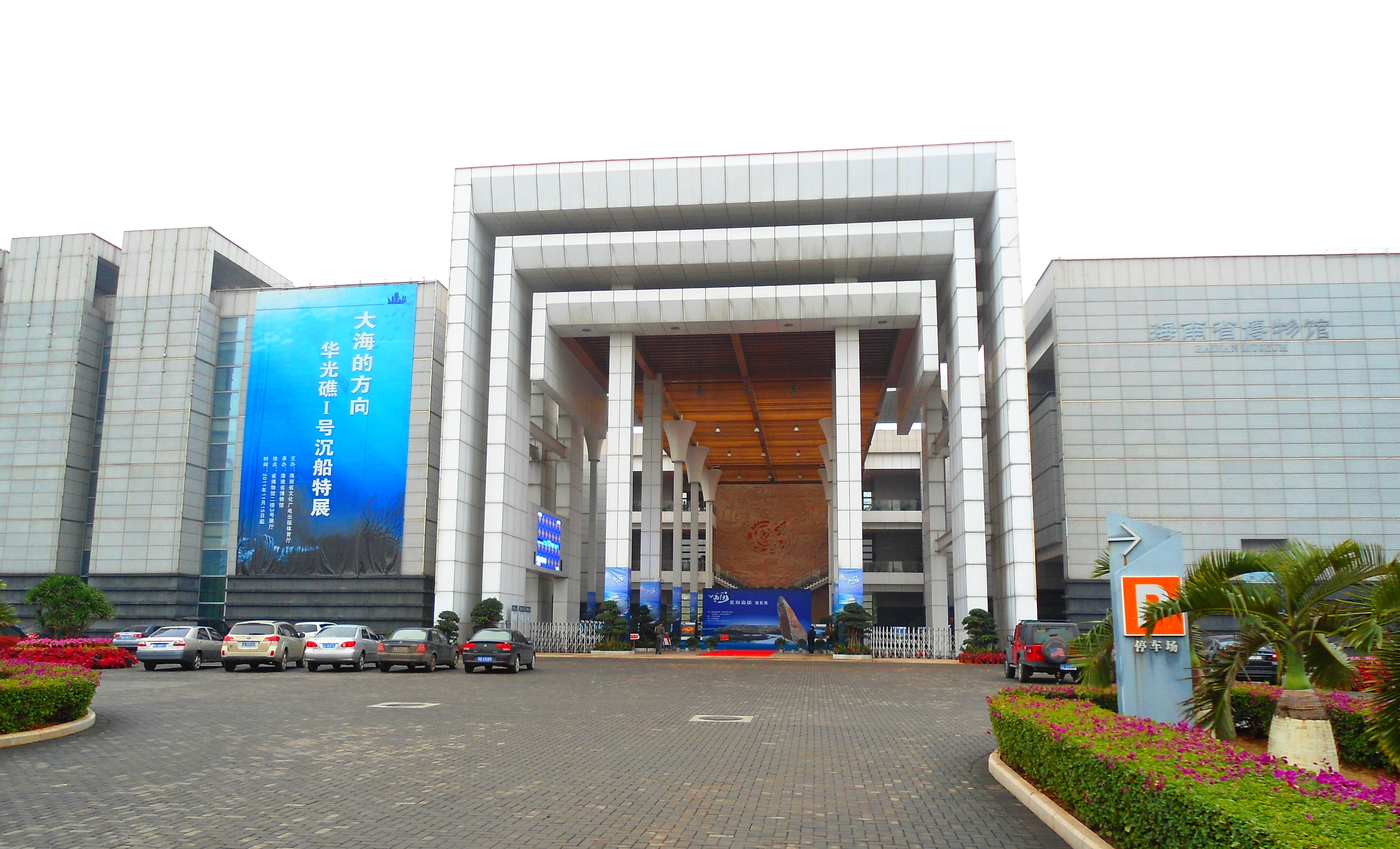
Musée de la province de Hainan.
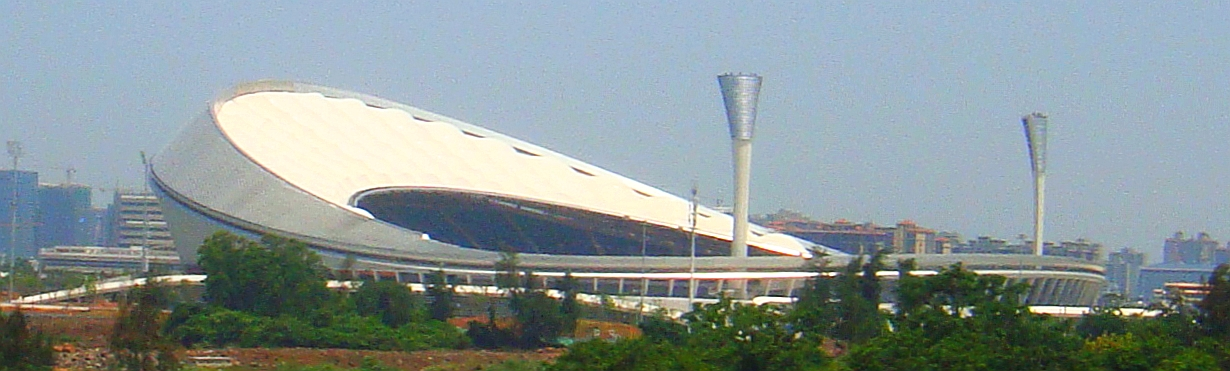
Stade Wuyuanhe

## Source
- (en) Cet article est partiellement ou en totalité issu de l’article de Wikipédia en anglais intitulé « Haikou » (voir la liste des auteurs).